# Ренхейм, Марика
Марика Ренхейм (швед. Sonja Marica Renheim; 6 мая 1991, Эльвсбюн) — шведская гонщица на снегоходах, двукратная обладательница Кубка мира по кроссу на снегоходах среди женщин (2016, 2018). Двукратная чемпионка США по кроссу на снегоходах среди женщин (чемпионат Amsoil Championship Snocross, класс Pro AM Woman) сезона 2013/2014 и 2014/2015 годов, четырёхкратная чемпионка Швеции по кроссу на снегоходах среди женщин (2011, 2012, 2013, 2021).

## Спортивная карьера
Марика Ренхейм происходит из спортивной семьи. В 2011, 2012 и 2013 году она последовательно выиграла три Чемпионата Швеции по кроссу на снегоходах среди женщин, после чего перешла в американский чемпионат и завоевала в нём два последовательных титула, доказав свой высокий уровень.
Вернувшись из США в 2016 году, Ренхейм выиграла два Кубка мира по кроссу на снегоходах среди женщин в 2016 и 2018 годах.
В 2018 году Марика Ренхейм объявила об окончании карьеры, но в 2021 году вернулась и в четвёртый раз выиграла Чемпионат Швеции по кроссу на снегоходах среди женщин.

## Семья
Брат Марики, Адам Ренхейм — также пилот, шестикратный чемпион мира по кроссу на снегоходах (2013, 2014, 2016, 2017, 2018, 2019). Сестра Марики, Ронья Ренхейм, — пилот Кубка мира по кроссу на снегоходах среди женщин, бронзовый призёр Кубка 2017 года.
Марика Ренхейм замужем за Торбьёрном Хансоном, у них двое детей, близнецы.

## Результаты выступлений в Кубке мира по кроссу на снегоходах среди женщин
| Год  | Снегоход | 1      | 2      | Место | Очки |
| ---- | -------- | ------ | ------ | ----- | ---- |
| 2016 | Ski-Doo  | FIN 1  | NOR 1  | 1     | 50   |
| 2018 | Ski-Doo  | FIN1 2 | FIN2 1 | 1     | 47   |